# Hédione
Le dihydrojasmonate de méthyle ou Hédione (nom commercial) est un composant utilisé en parfumerie et aromatique alimentaire.

## Origine
Le dihydrojasmonate de méthyle a été découvert dans les années 1960 par la société suisse Firmenich, breveté en 1962 sous le nom de « Hedione ». L'Hédione a été élaborée sur le jasmonate de méthyle, un composé découvert dans l’absolue de jasmin. Sa note linéaire capture le côté frais du jasmin.
Issue de la synthèse organique, l'Hédione a été mise en vedette lors du lancement de l’Eau sauvage (Parfums Christian Dior) en 1966. Ses notes fraîches et aériennes de jasmin ont, dit-on, révolutionné la palette du parfumeur. Aujourd’hui, l'Hédione est un des produits les plus utilisés en parfumerie, aussi bien dans les parfums masculins que féminins.

## Utilisations
L'Hédione est fréquemment utilisée dans les parfums. Elle apporte une note jasmin d’eau, fraîche et fleurie aux accents citronnés. On la trouve aussi dans :
- Diorella de Christian Dior (1972)[2] ;
- Chrome de Azzaro.

L'Hédione est Fema GRAS (numéro 3408) et est utilisée comme composant d'arôme.